# La regina di Saba (film 1921)
La regina di Saba (The Queen of Sheba) è un film del 1921, prodotto dalla Fox Film Corporation, che narrava della sfortunata storia d'amore tra Salomone, re d'Israele e la Regina di Saba.
Scritto e diretto da J. Gordon Edwards fu interpretato da Betty Blythe nella parte della regina di Saba e da Fritz Leiber in quella di re Salomone. La pellicola è celebre tra gli appassionati di cinema muto per i costumi audaci indossati dalla protagonista, come si può vedere da diversi fermi immagine catturati durante la lavorazione e giunti fino a noi. Tali costumi erano certamente adeguati alla storia trattata dal film ma piuttosto insoliti per una produzione hollywoodiana di primo piano dell'epoca. Dal momento che della pellicola non è sopravvissuta alcuna copia non è possibile dare una valutazione della sua qualità complessiva.

## Produzione
Il film doveva essere originariamente interpretato da Theda Bara, che però decise di non rinnovare il suo contratto con la casa di produzione e, dopo aver girato Kathleen Mavourneen, si ritirò dalle scene. Non volendo sprecare il set già allestito, William Fox decise di affidare il ruolo a Betty Blythe. Il film si rivelò un grande successo, tanto che la Blyhte non riuscì più a replicarne uno simile nel prosieguo della sua carriera.

### Controfigure e stuntman
Il famoso attore Tom Mix supervisionò la corsa dei carri. Nei titoli è accreditato come controfigura e coordinatore degli stunt, l'attore, regista e sceneggiatore Carl Harbaugh (1886-1960). Non accreditato, l'attore Al Hoxie (1901-1982), che aveva cominciato la sua carriera nel 1919 come stuntman, facendo la controfigura di Ruth Roland.

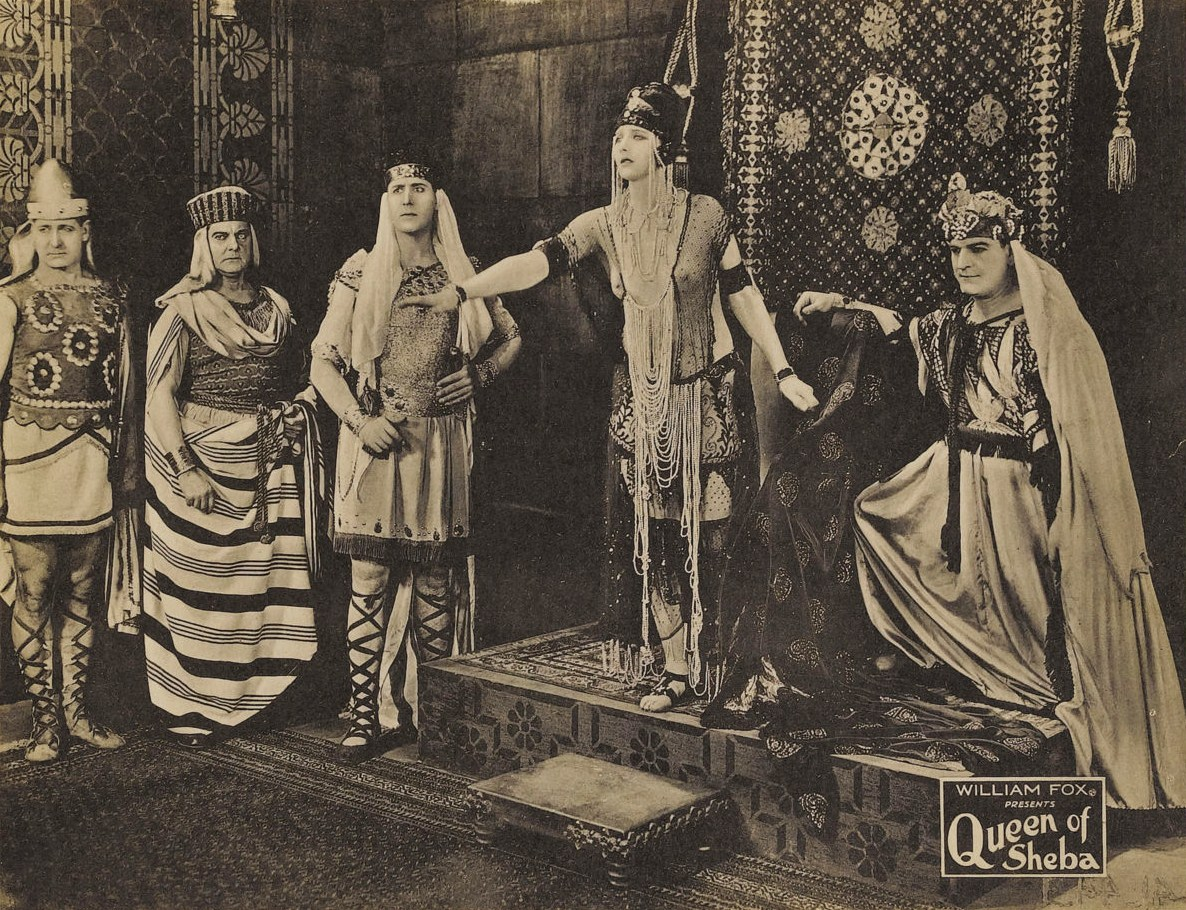
Locandina del film

## Distribuzione
Presentato da William Fox e distribuito dalla Fox Film Corporation, il film uscì nelle sale cinematografiche statunitensi il 10 aprile 1921.

### Data di uscita
IMDb
- USA	10 aprile 1921
- Portogallo	6 maggio 1926
- Finlandia	31 gennaio 1927

Alias
- A Rainha do Sabá	Portogallo
- I vasilissa tou Savva	Grecia
- La reina de Saba	Spagna

### Destino della pellicola
Il film è presumibilmente andato perduto. Nel 1937 un incendio nei magazzini della Fox distrusse la maggior parte dei negativi e delle pellicole del periodo del muto della casa di produzione. È quindi molto improbabile che una copia de La regina di Saba sia esistente.